# العقرى (الشعر)

تعديل مصدري - تعديل

العقرى هي إحدى قرى عزلة القابل الأسفل بمديرية الشعر التابعة لمحافظة إب، بلغ تعداد سكانها 297 نسمة حسب تعداد اليمن لعام 2004.